# Rancho Alegre (Teksas)
Rancho Alegre – jednostka osadnicza w Stanach Zjednoczonych, w stanie Teksas, w hrabstwie Jim Wells.